# Khānpur (ort i Indien, Rajasthan)
Khānpur är en ort i Indien.   Den ligger i distriktet Jhālāwār och delstaten Rajasthan, i den centrala delen av landet, 400 km söder om huvudstaden New Delhi. Khānpur ligger 290 meter över havet och antalet invånare är 14 854.
Terrängen runt Khānpur är platt, och sluttar västerut. Runt Khānpur är det ganska tätbefolkat, med 185 invånare per kvadratkilometer. Det finns inga andra samhällen i närheten. Trakten runt Khānpur består till största delen av jordbruksmark.